# Adolf Koch (Architekt)

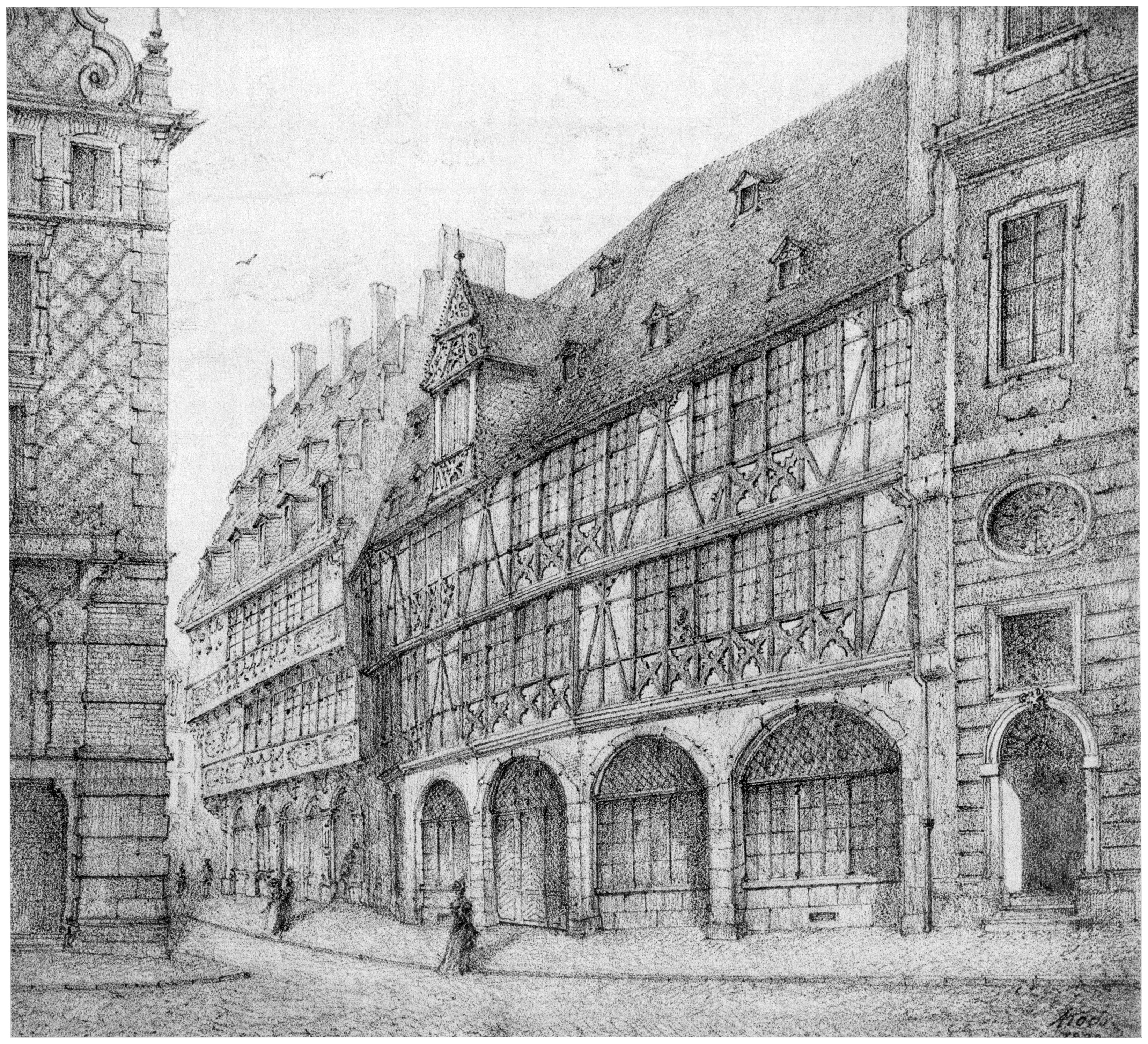
Haus Wanebach und Salzhaus in der Wedelgasse. (1893)
(aus: Aus Frankfurts Vergangenheit. Architecturstudien nach der Natur gezeichnet und beschrieben.)

Gustav Adolf Koch (* 4. April 1845 in Frankfurt am Main; † 3. April 1904 ebenda) war ein deutscher Architekt, Zeichner, Radierer und Fachschriftsteller.

## Leben
Über das Elternhaus sowie Kindheit und Jugend von Koch ist nichts überliefert. Er besuchte um 1860 die Städelschule, wo er eine zeichnerische Ausbildung erhielt. 1863 ging er nach Karlsruhe, um dort bis 1864 am Polytechnikum Architektur zu studieren. Nach Abschluss des Studiums war er von 1866 bis 1869 bei einem privaten Architekturbüro in Zürich, 1869–1874 in Wien und Graz tätig. In Österreich arbeitete er beim Hochbaubüro der Staatseisenbahn und wenigstens drei weiteren privaten Bauunternehmen. 1874 wurde er als Bauinspektor in seine Heimatstadt zurückberufen. Seine Ehefrau war Bertha Sophie Habich (1850–1934), die als Tochter des Kaufmanns August Heinrich Habich (1818–1866) und von Charlotte Hirzel (1821–1871) mütterlicherseits aus altem Zürcher Geschlecht stammte.
In Frankfurt war er vor allem mit der Planung des Neubaus von Schulen beschäftigt, nach denen in der damals schnell expandierenden Stadt ein großer Bedarf bestand. Außerdem leitete er die teils sehr aufwändigen Sanierungen bedeutender Baudenkmäler, so unter anderem des Salzhauses, des Hauses Wanebach, des Hauses Löwenstein sowie des Leinwandhauses. Darüber hinaus war er Mitglied der Römer-Baukommission, die Pläne für den Erweiterungsbau des städtischen Rathauses ausarbeitete. Im Ergebnis beauftragte diese Max Meckel, Franz von Hoven und Ludwig Neher 1889 bzw. 1897 mit der Umgestaltung bzw. dem Neubau des Römers und seiner Annexbauten.

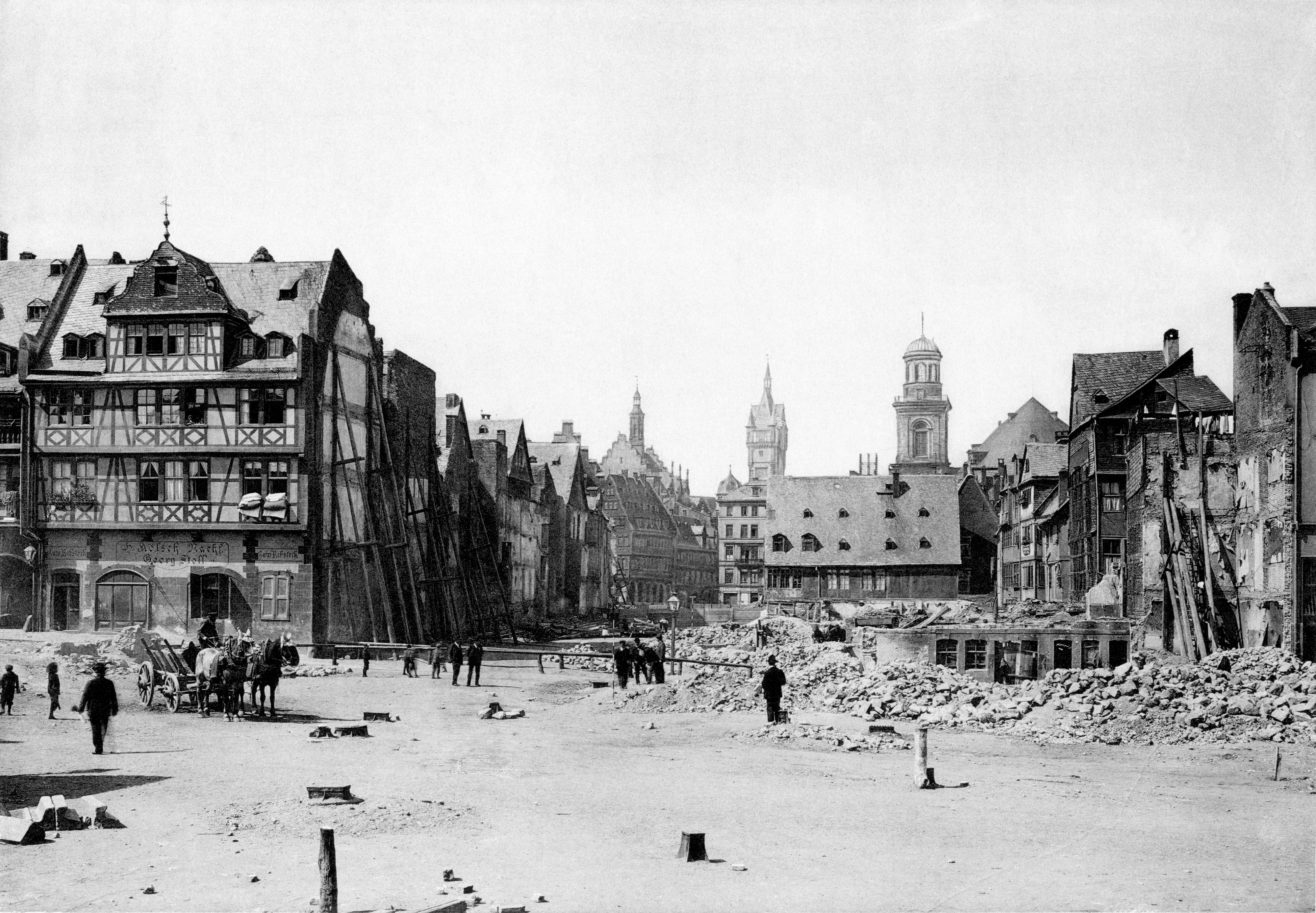
Der Durchbruch der Braubachstraße – hier auf einem Bild um 1906 – zerstörte tatsächlich über 100 Häuser des ältesten Teils der Stadt
(Fotografie von Carl Friedrich Fay)

Koch hinterließ neben Publikationen über die neuen Schulbauten sowie der Mitarbeit am ersten architekturgeschichtlichen Werk Frankfurts, Frankfurt am Main und seine Bauten (1886), eine große Anzahl von Architektur- und Landschaftsbildern. Es handelt sich dabei teils um Bleistift-, teils Federzeichnungen. Ein nur geringer Prozentsatz zeigt Motive aus seiner Zeit im Ausland, der Schwerpunkt ist Frankfurt am Main und Umgebung, vor allem aber die Altstadt.
1894 publizierte Koch 25 derartige Motive in einer heute sehr gesuchten Mappe unter dem Titel Aus Frankfurts Vergangenheit im Lichtdruck. Sein persönliches Vorwort lässt vermuten, dass er ähnlich Carl Theodor Reiffenstein vieles zeichnerisch in der Sorge darum festhielt, dass die Altstadt durch die eindringende Moderne – indirekt nimmt er auf den 1904–1906 durchgeführten Braubachstraßendurchbruch Bezug – nach und nach verschwinden werde:

„[…] namentlich auch die von den städtischen Behörden beschlossene Durchführung neuer die Altstadt durchziehende Straßenzüge, wird die Veränderung oder auch das gänzliche Verschwinden der alten Straßenbilder zur unvermeidlichen Folge haben. Das Bestreben die Altstadt mit Straßen zu versehen, welche Luft und Licht Zutritt, sowie den großstädtischen Verkehrsmitteln Raum gewähren, wird bestehen bleiben und die Beseitigung der Wohnstätten unserer Vorfahren nur eine Frage nicht allzuferner Zeit sein. […]“

Koch starb in Frankfurt am Main und wurde auf dem Hauptfriedhof begraben.

## Schriften (Auswahl)
- Frankfurter Architekten- und Ingenieur-Verein (Hrsg.): Frankfurt am Main und seine Bauten. Frankfurt am Main 1886. (Mitarbeit)
- Zur Erinnerung an die Wiedererrichtung des Justitia-Brunnens auf dem Römerberg zu Frankfurt am Main am 10. Mai 1887. [Seiner Vaterstadt gestiftet von Gustav D. Manskopf] Frankfurt a. M. 1887.
- Aus Frankfurts Vergangenheit. Architecturstudien nach der Natur gezeichnet und beschrieben. Verlag von Heinrich Keller, Frankfurt am Main 1894 (Commons).
- Die Bauart und die Einrichtung der städtischen Schulen in Frankfurt am Main. Verlag von Franz Benjamin Auffarth, Frankfurt am Main 1900.
- Die neueren Schulgebäude der Stadt Frankfurt am Main. Verlag von Franz Benjamin Auffarth, Frankfurt am Main 1904.